# Acanthomysis aspera
Acanthomysis aspera är en kräftdjursart som beskrevs av Ii 1964. Acanthomysis aspera ingår i släktet Acanthomysis och familjen Mysidae. Inga underarter finns listade i Catalogue of Life.